# Cledonius
Cledonius (5. század) római grammatikus.
Rómából származott, később Konstantinápolyban tanítóskodott; életéről többet nem is tudunk. Fennmaradt, „Ars" című munkája, amely Donatus művének folytatása, talán iskolai előadások alapján készült.